# ポーテージ (ミシガン州)
ポーテージ（英: Portage）は、アメリカ合衆国ミシガン州のカラマズー郡の都市である。人口は4万8891人（2020年）。カラマズー都市圏に含まれる。
ポーテージはカラマズーの南側に接している。多くの議論を経て、1963年12月31日に従前のポーテージ郡区の全域が法人化され、市が成立した。
市内には、ポーテージ中央高校とポーテージ北高校の2校の高校がある。市内には製薬会社のファイザーの工場が稼動しているが、近年のレイオフは物議をかもした。ストライカー・コーポレーションも市内で大型の工場を運営している。医療機器、計器、画像処理技術を世界をリードする企業である。他にもFEMAコーポレーションがあり、成長過程にある水圧バルブ製造会社である。
ポーテージは歴史公園とトレイルの広範なネットワークで知られ、サイクリング、ウォーキング、カヌーなどレクリエーション活動に使われている。1989年にポーテージ・バイクウェイ体系が創設されて以来、トレイルの延長は80キロメートルを超えるまでに延伸され、市内の高速道路の延長の5倍以上になった。市内には航空博物館と屋内型アミューズメントパークであるカラマズー・エアーズもある。

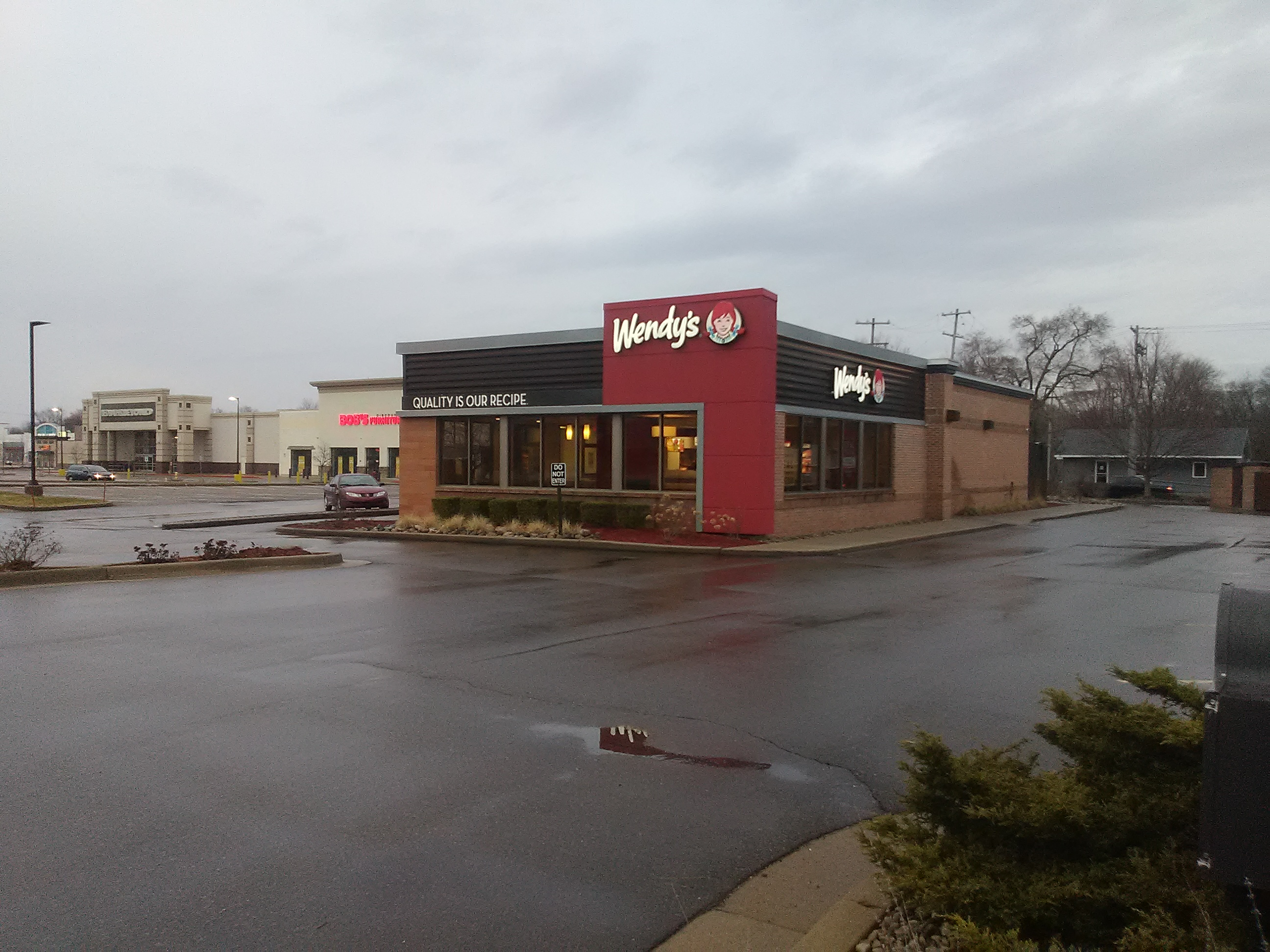
市内のレストラン

## 地理
アメリカ合衆国国勢調査局に拠れば、市域全面積は35.17平方マイル (91.09 km2)であり、このうち陸地32.23平方マイル (83.48 km2)、水域は2.94平方マイル (7.61 km2)で水域率は8.36%である。
市の南東部にオースティン湖があり、1833年にニューヨーク州ジェネシー郡からポーテージ郡区に移って来たモーゼス・オースティンにちなんで名付けられた。この湖の北岸に開拓地が成長し、オースティンあるいはオースティンレイクと呼ばれた。「オースティンレイク」と名付けた郵便局が1850年5月18日に設立され、オースティン自身を郵便局長にし、1853年8月15日まで運営されていた。この場所には1867年にグランドラピッズ・アンド・インディアナ鉄道の駅もあった。

## 人口動態

### 2010年国勢調査
以下は2010年国勢調査による人口統計データである。
| 基礎データ - 人口: 46,292 人 - 世帯数: 19,199 世帯 - 家族数: 12,426 家族 - 人口密度: 554.6人/km2（1,436.3人/mi2） - 住居数: 20,559 軒 - 住居密度: 246.3軒/km2（637.9 軒/mi2） 人種別人口構成 - 白人: 86.9% - アフリカン・アメリカン: 4.9% - ネイティブ・アメリカン: 0.4% - アジア人: 3.8% - その他の人種: 1.0% - 混血: 3.0% - ヒスパニック・ラテン系: 3.1% | 年齢別人口構成 - 18歳未満: 24.8% - 18-24歳: 7.9% - 25-44歳: 26.7% - 45-64歳: 26.9% - 65歳以上: 13.6% - 年齢の中央値: 38歳 - 性比（女性100人あたり男性の人口） - 総人口: 91.9 世帯と家族（対世帯数） - 18歳未満の子供がいる: 32.4% - 結婚・同居している夫婦: 50.1% - 未婚・離婚・死別女性が世帯主: 10.9% - 非家族世帯: 35.3% - 単身世帯: 29.1% - 65歳以上の老人1人暮らし: 12.8% - 平均構成人数 - 世帯: 2.40人 - 家族: 2.98人 |

### 2000年国勢調査
以下は2000年国勢調査による人口統計データである。
| 基礎データ - 人口: 44,897 人 - 世帯数: 18,138 世帯 - 家族数: 12,134 家族 - 人口密度: 538.3人/km2（1,394.2 人/mi2） - 住居数: 18,880 軒 - 住居密度: 226.4軒/km2（586.3 軒/mi2） 人種別人口構成 - 白人: 90.75% - アフリカン・アメリカン: 3.73% - ネイティブ・アメリカン: 0.30% - アジア人: 2.64% - 太平洋諸島系: 0.02% - その他の人種: 0.70% - 混血: 1.84% - ヒスパニック・ラテン系: 1.93% | 年齢別人口構成 - 18歳未満: 26.4% - 18-24歳: 8.5% - 25-44歳: 29.9% - 45-64歳: 23.4% - 65歳以上: 11.8% - 年齢の中央値: 36歳 - 性比（女性100人あたり男性の人口） - 総人口: 92.1 - 18歳以上: 88.8 世帯と家族（対世帯数） - 18歳未満の子供がいる: 34.2% - 結婚・同居している夫婦: 54.4% - 未婚・離婚・死別女性が世帯主: 9.7% - 非家族世帯: 33.1% - 単身世帯: 27.2% - 65歳以上の老人1人暮らし: 8.4% - 平均構成人数 - 世帯: 2.45人 - 家族: 3.01人 | 収入と家計 - 収入の中央値 - 世帯: 49,410米ドル - 家族: 61,285米ドル - 性別 - 男性: 42,377米ドル - 女性: 29,399米ドル - 人口1人あたり収入: 25,414米ドル - 貧困線以下 - 対人口: 4.8% - 対家族数: 3.1% - 18歳未満: 4.9% - 65歳以上: 4.2% |